# みなと (スピッツの曲)
「みなと」は、日本のロックバンド・スピッツの楽曲。2016年4月27日にユニバーサルミュージックより通算41作目のシングルとして発売。レーベルはユニバーサルJ。品番はUPCH-5875
。

## 解説
配信限定シングル『雪風』から約1年ぶり、CD規格としては『さらさら/僕はきっと旅に出る』から約2年11ヶ月ぶりのシングルである。アルバム『醒めない』からの先行シングル。
ジャケットには1933年に公開された映画『音楽喜劇 ほろよひ人生』のスチールが使用されている。

## 収録曲
| 全作詞・作曲: 草野正宗、全編曲: スピッツ & 亀田誠治。 |              |          |            |      |
| #                                                     | タイトル     | 作詞     | 作曲・編曲 | 時間 |
| 1.                                                    | 「みなと」   | 草野正宗 | 草野正宗   | 4:30 |
| 2.                                                    | 「ガラクタ」 | 草野正宗 | 草野正宗   | 3:20 |
| 合計時間:                                             | 合計時間:    | 7:50     |            |      |

### 楽曲解説
1. みなと
NTT東日本 企業CMソング。2022年にはフジテレビ木曜劇場『silent』の挿入歌として使用された[5]。
スカートの澤部渡が口笛で参加している[6]。
ミュージック・ビデオは全編モノクロで、実写の演奏シーンとアニメーションを合成した映像になっている。監督は北山大介[7]。
ミュージック・ステーションで披露した際に出だしを間違えるハプニングがあった。[8]
2. ガラクタ
2番のサビの冒頭はふなっしーの楽曲『ふな ふな ふなっしー♪ 〜ふなっしー公式テーマソング〜』の歌詞の聞き間違いからヒントを得て生まれたとのこと。

## 収録アルバム
みなと
- 醒めない
- CYCLE HIT 2006-2017 Spitz Complete Single Collection

ガラクタ
- 醒めない